# Mondfinsternis (Altes Ägypten)
Eine Mondfinsternis galt im Alten Ägypten mythologisch als negatives Omen und wurde als Verschlucken des Mondes vom Himmel bezeichnet. Aufgrund des im altägyptischen Kalender festgelegten Datumswechsels ab Sonnenaufgang fiel die nächtliche Mondfinsternis im Gegensatz zum Julianischen und Gregorianischen Kalender grundsätzlich in die zweite Tageshälfte, die mit der 1. Nachtstunde begann und mit der 12. Nachtstunde endete.

## Mythologische Verbindungen
Insbesondere eine totale Mondfinsternis stand als mögliches Vorzeichen für Katastrophen, Krieg und Krankheiten. In den Vorstellungen der Ägypter trat das größte vorstellbare und anzunehmende Unglück ein, wenn Isfet als Verkörperung der totalen Finsternis den Himmel auf die Erde stürzen lassen und das Chaos herrschen würde.
Das wichtigste Ziel war es daher, die bestehende Weltordnung (Maat) zu sichern und zu bewahren. Mondfinsternisse sind sehr selten in altägyptischen Aufzeichnungen dokumentiert und wurden zumeist nur in Verbindung von negativen Vorkommnissen genannt.

## Historische Erwähnungen
Aus der Regierungszeit von Takelot II. ist eine Inschrift der Chronik des Osorkon erhalten geblieben, in der von der unheilvollen Wirkung einer Mondfinsternis berichtet wird. Obwohl keine Mondfinsternis stattfand, werden die Wirren im 15. Regierungsjahr des Takelot II. mit den Auswirkungen einer Mondfinsternis verglichen.

„Im 15. Regierungsjahr, am 25. Schemu IV, unter der Majestät (Takelot II.), der Gott, der Theben regierte: Nicht verschluckte der Himmel den Mond, (dennoch) entstand ein Wüten des Himmels im Land wie [...]. Die Kinder der Rebellion brachten Unruhen in die südlichen und nördlichen Landesteile. Sie wurden nicht müde des Kampfes, so wie auch Horus (nicht müde wurde), für seinen Vater zu kämpfen. Jahre vergingen, in denen man darum betete, wieder ungehindert mit den Landsleuten (in Kontakt) zu treten.“

Die Aussage Kinder der Rebellion ist ein Synonym für Kinder der Ohnmacht und meint die Feinde des Pharaos, der symbolisch auch für den Sonnengott handelt. Mit diesem Vergleich werden die Gegner des Königtums und der Maat betitelt. Bei dem erwähnten 25. Schemu IV handelt es sich um das Vollmonddatum, da nur an einem Vollmond eine Mondfinsternis eintreten kann. In der Ägyptologie herrscht Konsens darüber, dass sich der Text auf ein Vollmondfest bezieht, an welchem keine Mondfinsternis eintrat. Ergänzend gibt das Datum einen wichtigen chronologischen Hinweis auf die Regierungsjahre und das Thronbesteigungsdatum des Takelot II.
Hinsichtlich des Vollmonddatums 25. Schemu IV bestehen Zuordnungsprobleme. Der erste Mondmonatstag würde auf den 9./10. Schemu IV fallen. Aus dem elften Regierungsjahr ist der 11. Schemu I in Verbindung des Amun-Re-Festes bekannt, das frühestens an diesem oder am folgenden Tag begonnen haben kann, falls eine kalendarische Verbindung zu dem Vollmonddatum des 25. Schemu IV im 15. Regierungsjahr besteht. Takelot II. muss dann zudem zwischen dem ersten und dem vierten Schemumonat den Thron bestiegen haben. Ergänzend muss eine seltene Abfolge von mehreren gleich langen Mondmonaten vorliegen, da ansonsten der 25. Schemu IV kein Vollmonddatum darstellen kann.

## Kallippischer Zyklus
Die in Athen beobachteten Mondfinsternisse lagen in Alexandria in Abschriften vor. Der griechische Schreiber vermerkte in Alexandria das entsprechende Korrespondenzdatum des altägyptischen Kalenders und das Jahr des Kallippischen Zyklus’, das jeweils frühestens am Tag der Sonnenwende (21./22. Junigreg.) begann.
| Kallippischer Zyklus: Mondfinsternisse in Korrespondenz mit dem altägyptischen Kalender |            |            |                      |                       |                            |
| Zyklus                                                                                  | Zyklusjahr | Jahr       | Altägyptisches Datum | Julianischer Kalender | 1. Achet I (jul. Kalender) |
| 4                                                                                       | 20 (S)     | 83 v. Chr. | 26. Achet II         | 6. bis 7. November    | 13. bis 14. September      |
| 4                                                                                       | 21 (N)     | 81 v. Chr. | 12. Peret IV         | 20. bis 21. April     | 12. bis 13. September      |
| 4                                                                                       | 22 (S)     | 80 v. Chr. | 1. Peret IV          | 10. bis 11. April     | 12. bis 13. September      |
| 4                                                                                       | 23 (N)     | 80 v. Chr. | 24. Achet I          | 5. bis 6. Oktober     | 12. bis 13. September      |
| 4                                                                                       | 24 (N)     | 78 v. Chr. | 11. Peret II         | 19. bis 20. Februar   | 12. bis 13. September      |
| 4                                                                                       | 26 (N)     | 76 v. Chr. | 20. Peret I          | 28. bis 29. Januar    | 11. bis 12. September      |
| 4                                                                                       | 27 (N)     | 75 v. Chr. | 7. Schemu II         | 14. bis 15. Juni      | 11. bis 12. September      |
| 4                                                                                       | 28 (S)     | 74 v. Chr. | 26. Schemu I         | 3. bis 4. Juni        | 11. bis 12. September      |